# Турунтаево (Бурятия)
Турунта́ево (бур. Турантай) — село, административный центр Прибайкальского района Республики Бурятия и сельского поселения «Турунтаевское».
Население — 5628 чел. (2021).

## География
Расположено по западной стороне региональной автодороги Р438 (Баргузинский тракт) на обоих берегах реки Итанцы при впадении реки Иркилик. Расстояние до Улан-Удэ — 52 км,  до железнодорожной станции Мостовой — 34 км. От села по правому берегу Итанцы на запад идёт автодорога республиканского значения на село Тресково (89 км), по левому берегу — региональная автодорога Р439 Турунтаево — Татаурово (21,5 км).

## Административный центр Прибайкальского района
В селе Турунтаево находится Администрация Прибайкальского района Республики Бурятия, работают почта, банк, магазины, гостиницы, кафе и столовые. Есть спортивный комплекс со стадионом, дом культуры. Действуют две автозаправочные станции. 
В Турунтаево находятся отдел труда и социального развития, районное учреждение Пенсионного фонда РФ, районная прокуратура, районный суд, отделение Сбербанка, отделение банка Сибирское Общество Взаимного Кредита, районный отдел внутренних дел и муниципальная полиция, райвоенкомат, отделение Федерального казначейства, ветстанция, управление сельского хозяйства, управление образования, служба санэпиднадзора, филиал Улан-Удэнского АО «Электросвязь», районное учреждение Федеральной почты, Прибайкальская районная больница, детский приют, районный дом культуры. 
Также в селе расположена Турунтаевская поселенческая администрация, к которой относятся, помимо райцентра, сёла Иркилик, Засухино, Халзаново, Карымск.

## История села

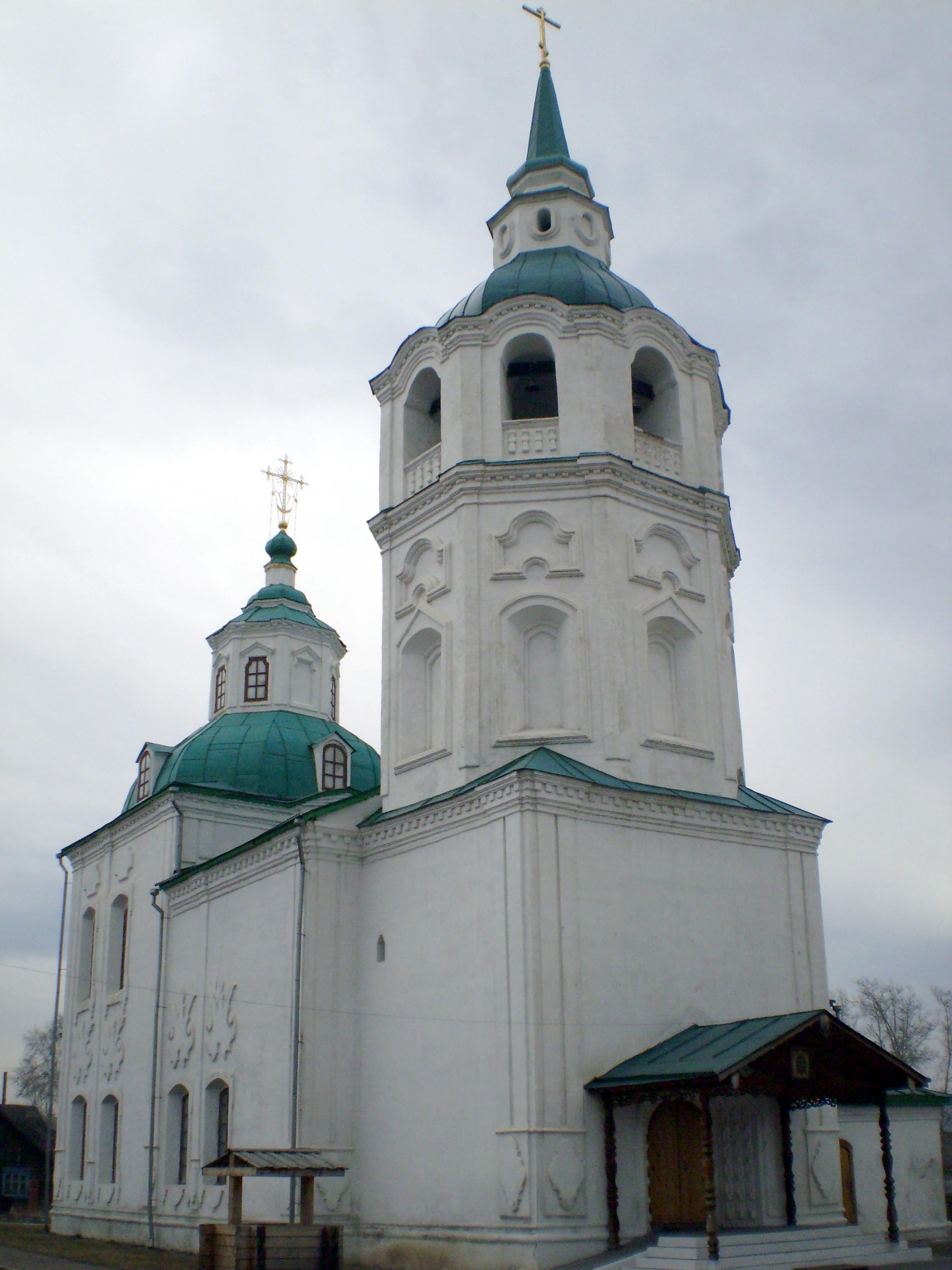
Спасская церковь в Турунтаево. Строительство началось 10 июня 1791 года. Памятник архитектуры.

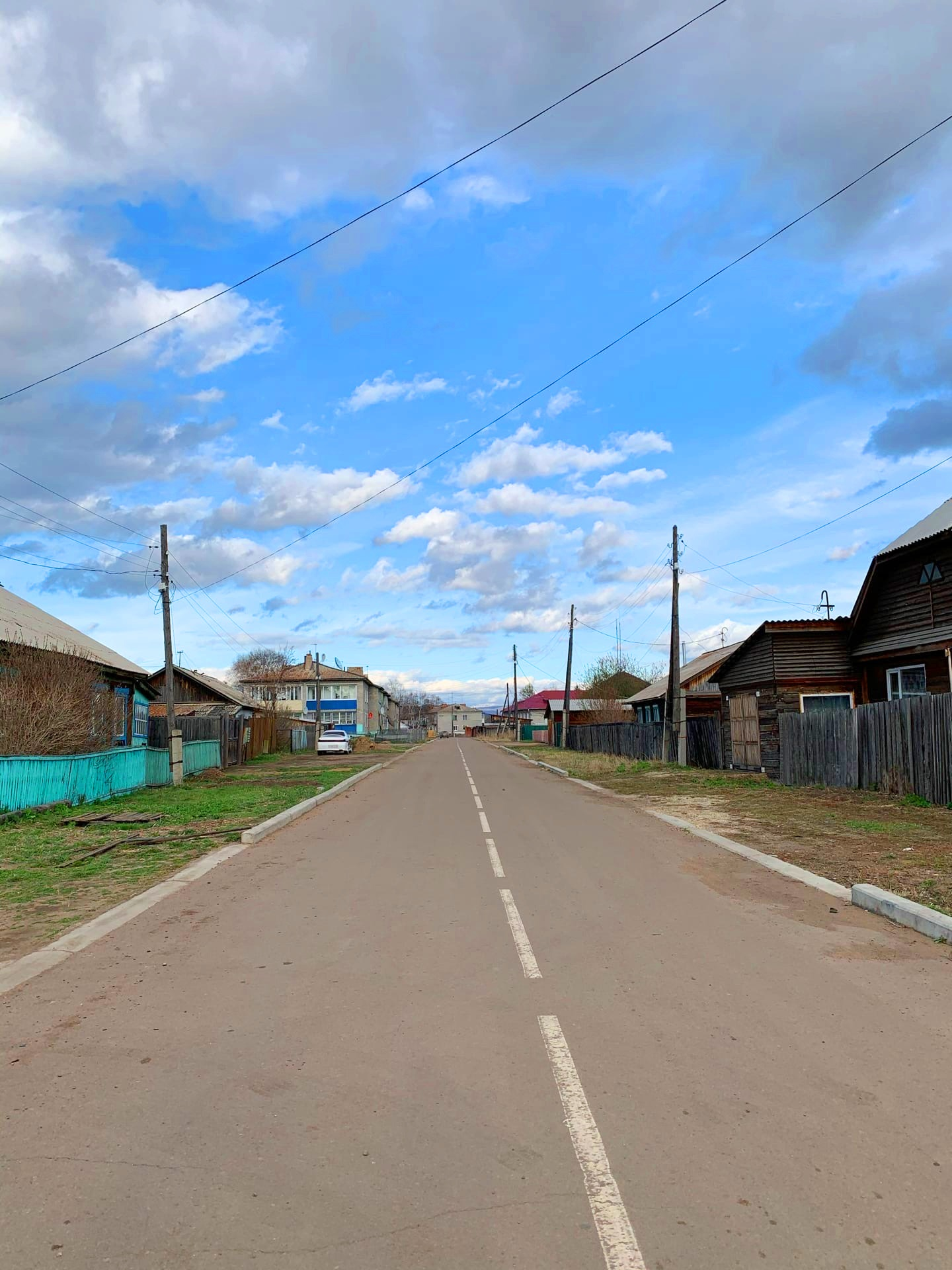
Одна из улиц села Турунтаево

Село ведёт начало от Итанцинского острога, основанного казаками у реки Итанца.
Турунтаево образовалось на месте существовавших в Сибири с конца XVII — начала XVIII века небольших (в 2—3 дома) деревень: Костромина, Синисутуйская, Сохотайская (Коношонкина), Харитонова (Кузнецова), Ярковская. В XIX веке в селе была только одна улица, примыкавшая к Спасской церкви, называлась она Турунтаевская слобода. В конце XIX — начале XX века здесь находились волостная управа, церковно-приходская школа, питейный дом, усадьбы купцов Киневых, Литвина, Суздальницких. С южной стороны церкви находилось кладбище.
На том месте, где сейчас находится редакция районной газеты, находилась синагога. Еврейская община была достаточно большая. В заречной части села Турунтаево располагалось еврейское кладбище. Сейчас по тому месту проходит дорога, кладбище частично занято двором и хозяйственными постройками.
В 1830-х годах в Турунтаево (в то время село Итанца Верхнеудинского округа Иркутской губернии) отбывал ссылку один из самых известных участников декабрьского восстания 1825 года князь Е. П. Оболенский. Его имя носит одна из улиц села Турунтаево.
В 1884 году на поселение в Турунтаево переведена Е. К. Брешко-Брешковская.
В ноябре 1918 года в селе открылся врачебный пункт. Первым врачом работала Родовская из Верхнеудинска. Пункт обслуживал Турунтаевскую и Батуринскую волости.
1 февраля 1924 года в Турунтаево начала работать школа. 10 декабря 1924 года в селе начало работать кооперативное сельскохозяйственное кредитное товарищество.
Летом 1925 года С. Гущина по поручению Восточно-Сибирского Отделения РГО собирала в селе этнографический материал. В это время в селе было 16 пионеров. Кроме свадебных песен Гущиной было собрано 540 материалов детского народного календаря: 70 игр, загадки, сказки, скороговорки, поверья и т.д.. 
В 1940 году на момент образования Прибайкальского района Бурятии в селе располагался колхоз имени Орджоникидзе, население составляло 104 двора и 638 жителей.
В марте 1941 года была установлена постоянная телефонная связь с Улан-Удэ.
18 октября 1943 года начала работать редакция газеты Прибайкальского района «Знамя победы». Первый номер газеты вышел 7 ноября 1943 года.
Газета издавалась до 1963 года. В 1965 году газета возобновила свою работу под названием «Прибайкалец».
В 1966 году установлен телевизионный ретранслятор.
В Турунтаево расположен действующий храм Нерукотворного образа Христа Спасителя (Спасская церковь, заложена в 1787, построена в 1791—1818 годах, освящена в 1800, закрыта в 1927 и в 1939 разрушена, восстановлена в 2000). Православный приход зарегистрирован в 1995 году.

## Население

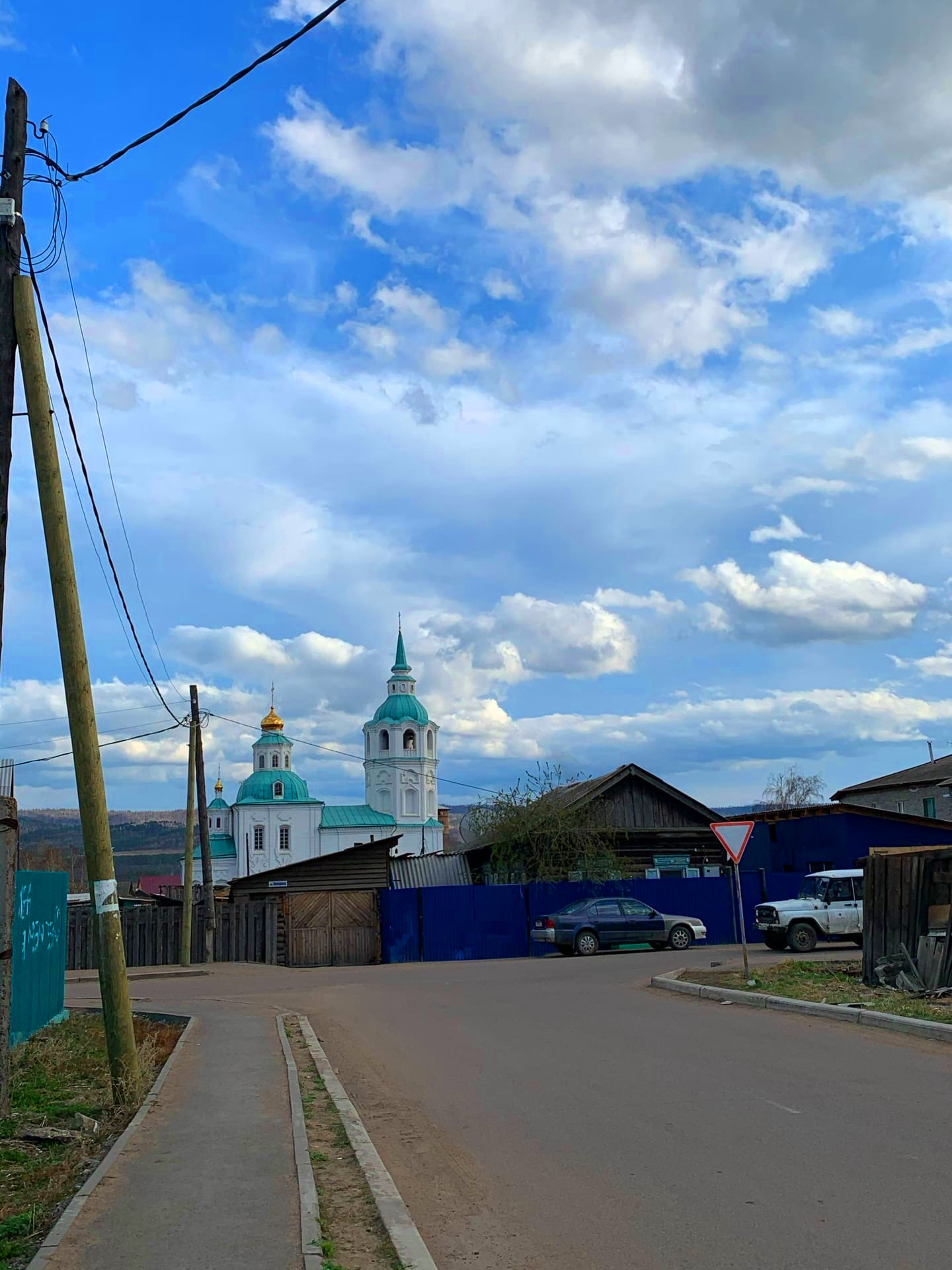
Улица в селе Турунтаево

| 1959 | 1970  | 1979  | 1989  | 2002  | 2010  | 2021  |
| ---- | ----- | ----- | ----- | ----- | ----- | ----- |
| 1753 | ↗3363 | ↗4583 | ↗6386 | ↘6241 | ↘5901 | ↘5628 |

## Образование
В селе имеется три учебных заведения: средняя общеобразовательная школа (ТСОШ № 1), МОУ "Турунтаевская районная гимназия", а также дом детского творчества и детская музыкальная школа. С 2014 года начала свою деятельность автошкола «Прогресс».

## Промышленность
- ОПО «Тайга» — заготовка дикой пушнины и других продуктов охотничьего промысла.
- Прибайкальский дорожный ремонтно-строительный участок обслуживает прибайкальский участок автодороги Улан-Удэ — Баргузин до 220 километра, а также автодорогу Острог — Покровка — Шергино (76 километров) и паромную переправу через Селенгу в районе посёлка Татаурово.
- СПК «Прибайкалец» — растениеводство, животноводство, лесозаготовка. Центральная база СПК — гаражи, РММ, депо, контора.
- Прибайкальский мехлесхоз — в состав входят Итанцинское, Иркиликское, Татауровское лесничества.
- Прибайкальское муниципальное предприятие жилищно-коммунального хозяйства — жилой фонд всей правобережной части Прибайкальского района.
- Прибайкальское районное общество потребительской кооперации — общий товарооборот составляет до 18 миллионов рублей в год. Производство напитков, хлебобулочных изделий, макарон, закупки сельхозпродукции.
- Прибайкальская районная типография — мощность до 2 миллионов оттисков в год.
- ЗАО «Дорстроймеханизация» — строительство, ремонт дорог и мостов.
- Прибайкальские районные электросети — обеспечение электроэнергией всей территории района.
- Прибайкальский сельский лесхоз.
- ТУСМ-3 (ТУ-9) — телеретранслятор, радиорелейная связь.
- Рудник "Черемшанский" (входит в состав АО «Кремний», Иркутская область) — мощность — 150—500 тысяч тонн кварцита в год.

## Средства массовой информации

#### Пресса
Районная газета «Прибайкалец» издаётся с 18 октября 1943 года.

#### Цифровое телевидение
все 20 каналов для мультиплекса РТРС-1 и РТРС-2; Пакет радиоканал, включает: Вести FМ, Радио Маяк, Радио России / Бурятии.
- Пакет телеканалов РТРС-1 (телевизионный канал 30, частота 546 МГц), включает: Первый канал, Россия 1-Бурятия, Матч ТВ, НТВ, Пятый канал, Россия К, Россия 24-Бурятия, Карусель, ОТР, ТВЦ.
- Пакет телеканалов РТРС-2 (телевизионный канал 32, частота 562 МГц), включает: Рен-ТВ, Спас, СТС, Домашний, ТВ3, Пятница!, Звезда, Мир, ТНТ, МузТВ.

ртрс-1 подключит с 17 февраля 2018 вещается на телеканал «Россия 1-Бурятия» и «Россия 24-Бурятия» на РТРС-1.

## Объекты культурного наследия

### Памятники архитектуры
В селе Турунтаево есть несколько достопримечательностей. Одной из них является ныне реставрируемая Спасская церковь, строившаяся с 1791 по 1818 годы. Недалеко от неё жил сосланный декабрист Е. П. Оболенский.

### Памятники археологии
- В скалах вблизи Турунтаево находится пещера с наскальными рисунками (Писаница «Турунтаево»).
- На окраине села археологами были обнаружены кости доисторических животных ледникового периода.
- Плиточный могильник.